# Vriesea triligulata
Vriesea triligulata là một loài thuộc chi Vriesea. Đây là loài đặc hữu của Brasil.

## Giống
- Vriesea 'Aztec Gold'
- Vriesea 'Purple Delight'